# فرانکو رسل
فرانکو رسل (ایتالیایی: Franco Ressel؛ ‏ ۸ فوریهٔ ۱۹۲۵ – ۳۰ آوریل ۱۹۸۵) بازیگر اهل ایتالیا بود. 
از فیلم‌ها یا برنامه‌های تلویزیونی که وی در آن نقش داشته است، می‌توان به مستأجر طبقه بالا، آ.آ.آ. ماساژدهنده حرفه‌ای، زیبا، آماده ارائه خدمات…، جنایت بی‌نقص، تارزانا، دختر وحشی، طاووس سیاه،ذ کالیفرنیا، سرباز حرفه‌ای، ساباتا، ترور، مارکو پولو، پسر عقاب سیاه، بیوه دل‌ربا و به‌راستی چه بر سر بیبی توتو آمد؟ اشاره کرد.